# Partit Socialista d'Albània
El Partit Socialista d'Albània (albanès: Partia Socialiste e Shqipërisë) és un partit polític d'Albània. És membre de la Internacional Socialista

## Història

### Antecedents
L'11 de desembre de 1990, Ramiz Alia va anunciar que el Partit del Treball d'Albània PPSh renunciava al monopoli del poder. El PPSh va guanyar les eleccions legislatives albaneses de 1991, les primeres eleccions lliures celebrades al país en gairebé 80 anys. En aquell moment, ja no era un partit marxista-leninista. En un congrés extraordinari del 10 al 13 de juny de 1991, el PPSh va votar per canviar el seu nom a Partit Socialista d'Albània (PS) en un esforç per adaptar-se per sobreviure al nou sistema i Fatos Nano un membre de la Intel·liguèntsia, en fou escollit nou president.

### Partit Socialista d'Albània
El col·lapse dels fraus piramidals van provocar les protestes d'Albània de 1996. Enmig de la crisi que s'havia convertit en una guerra civil, Sali Berisha va ser reelegit president per un segon mandat el 3 de març de 1997 per un parlament totalment controlat pel Partit Demòcrata, però la revolta popular va obligar a dimitir el primer ministre Alexander Meksi i es van convocar eleccions, que va guanyar el Partit Socialista d'Albània de Fatos Nano, que governà fins al 2005, quan fou derrotat pel Partit Democràtic d'Albània.
L'Aliança per a una Albània Europea, encapçalada pel PS i el seu líder, Edi Rama van guanyar les eleccions legislatives albaneses de 2013 celebrades el 23 de juny, convertint-se en primer ministre d'Albània. A les eleccions legislatives albaneses de 2017, el PS va obtenir 74 dels 140 escons i Edi Rama fos reelegit com a primer ministre, repetint els resultats en les eleccions legislatives albaneses de 2021 i ampliant la seva victòria en les eleccions legislatives albaneses de 2025.

## Resultats Electorals

### Assemblea de la República d'Albània
| Elecció | Líder      | Vots    | %     | Resultats | +/-  | Govern   |
| ------- | ---------- | ------- | ----- | --------- | ---- | -------- |
| 1992    | Fatos Nano | 433.602 | 23,74 | 38 / 140  | 131a | Oposició |
| 1996    | Fatos Nano | 335.402 | 22,22 | 10 / 140  | 28   | Oposició |
| 1997    | Fatos Nano | 413.369 | 37,71 | 101 / 155 | 91   | Majoria  |
| 2001    | Fatos Nano | 555.272 | 43,02 | 73 / 140  | 28   | Majoria  |
| 2005    | Fatos Nano | 538.906 | 39,40 | 42 / 140  | 31   | Oposició |
| 2009b   | Edi Rama   | 620.586 | 40,85 | 65 / 140  | 23   | Oposició |
| 2013c   | Edi Rama   | 713.407 | 41,36 | 65 / 140  | =    | Coalició |
| 2017    | Edi Rama   | 764.750 | 48,33 | 74 / 140  | 9    | Majoria  |
| 2021    | Edi Rama   | 768.177 | 48,68 | 74 / 140  | =    | Majoria  |
| 2025    | Edi Rama   | 856.318 | 53,27 | 83 / 140  | 9    | Majoria  |

a Respecte el resultat del Partit del Treball d'Albània en 1991. b Dins de la coalició Unitat pel Canvi. c Dins de la coalició Aliança per una Albània Europea.